# Wolfgang Kaden (Mediziner)
Heinrich Walter Wolfgang Kaden (* 23. Januar 1927 in Bernsbach; † 3. Januar 2014) war ein deutscher Urologe. Er gilt als Vater der künstlichen Nieren Aue I und II.

## Leben und Wirken
1933 bis 1937 besuchte er die Volksschule in Bernsbach, anschließend wechselte er an das Gymnasium in Aue. Noch vor der Abiturprüfung wurde er zur Wehrmacht eingezogen und Ende März 1945 an die Ostfront bei Löbau versetzt. Dort geriet er in sowjetische Kriegsgefangenschaft, wurde jedoch nach 108 Tagen wieder entlassen. Nach einer kurzen Tätigkeit als Hilfspflegergehilfe am Auer Krankenhaus besuchte Kaden ab 1946 in einer Sonderklasse wieder das Gymnasium Aue und legte dort 1946 sein Abitur ab. Anschließend folgte ein Studium der Medizin in Leipzig. 1952 erhielt er die Approbation zum Arzt, nach seiner Dissertation mit dem Thema „Erfahrungen mit Penicillin“ wurde er am 29. Mai 1952 promoviert. Es folgte die Pflichtassistenz in der Chirurgischen Klinik des Krankenhauses in Aue, die von seinem Vater Walter Kaden geleitet wurde. Nach kurzen Delegierungen nach Dresden und Leipzig folgte am 1. Juni 1958 die Zulassung als Facharzt für Chirurgie. Im September 1958 begann er eine weiterführende Facharztausbildung zum Urologen an der Chirurgischen Klinik der Universität Halle, wo er 1959 das erste Mal mit einer künstlichen Niere in Berührung kam. Zum 1. Januar 1961 war Kaden anerkannter Facharzt für Urologie; ab 1. August 1961 arbeitete er als Chefarzt für Urologie im Kreiskrankenhaus Aue.
1964 gelang einem aus Wolfgang Kaden, Chefarzt der Urologischen Klinik des Ernst-Scheffler-Krankenhauses Aue, Manfred Richter, Leiter des Forschungslabors der Chirurgischen Universitätsklinik Halle, und dem Ingenieur Günter Fechner bestehenden Erfinderkollektiv, die erste künstliche Niere der DDR („Aue I (KN I)“) zu entwickeln, die ab Anfang 1966 bei der Firma Paul Scheibner KG in Bernsbach in Serie gebaut wurde. Im Neuen Deutschland wurde diese dahingehend gerühmt, dass sie wesentlich billiger als die ausländischen Geräte sei und zudem klein und in sehr kurzer Zeit einsatzfähig wäre. Erkenntnisse bei der kontinuierlichen Arbeit mit dieser künstlichen Nieren führten zu Weiterentwicklungen, die in der auf der Leipziger Messe 1967 vorgestellten künstlichen Niere „Aue II (KN II)“ mündeten.
Im Dezember 1970 wurde ihm der Titel Medizinalrat verliehen. Seit 1972 amtierte er als Präsident der Gesellschaft für Urologie der DDR. Im Jahre 1975 folgte die Ernennung zum Obermedizinalrat. 1989 wurde Kaden zum Honorarprofessor an der Medizinischen Akademie der Technischen Universität Dresden berufen. Am 31. Januar 1992 trat er in den Ruhestand, war jedoch danach als ehrenamtlicher Arzt beim Blutspendedienst des DRK im Einsatz.

## Ehrungen
- 1967: Rudolf-Virchow-Preis (gemeinsam mit Manfred Richter, Halle) „für ihre Arbeiten zur Entwicklung einer künstlichen Niere in der DDR“[5]
- 1987: Vaterländischer Verdienstorden der DDR in Gold[6]
- 2012: Ehrenbürger der Gemeinde Bernsbach (seit 2013 Lauter-Bernsbach)
- 2013: Brückennadel der Großen Kreisstadt Aue[7]
- 2014, 15. Oktober: eine Straße im neuen Wohngebiet Güntherwiese wird auf Beschluss des Auer Stadtrats den Namen Prof. Dr. Wolfgang Kaden-Straße erhalten.[8]